# Ken Ogata
Ken Ogata (緒形 拳 Ogata Ken), nato Akinobu Ogata (緒形 明伸 Ogata Akinobu; Tokyo, 20 luglio 1937 – Yokohama, 5 ottobre 2008) è stato un attore giapponese.

## Biografia
Ken Ogata, all'anagrafe Akinobu Ogata, è nato a Tokyo, in Giappone, il 20 luglio 1937,. Ha debuttato in teatro interpretando ruoli sia in classici occidentali che in classici del teatro giapponese. Ogata è divenuto noto a livello internazionale per il ruolo interpretato ne I racconti del cuscino di Peter Greenaway, per aver interpretato Yukio Mishima in Mishima - Una vita in quattro capitoli di Paul Schrader e soprattutto per il ruolo di Tatsuhei ne La ballata di Narayama di Shohei Imamura, film vincitore della Palma d'oro a Cannes nel 1983. Ha vinto il premio come miglior attore al 27° Blue Ribbon Awards, nel 1984, per il film Okinawan Boys di Taku Shinjō e come miglior attore per La vendetta è mia alla prima edizione dello Yokohama Film Festival, nel 1980.
In televisione interpretò alcuni ruoli importanti nelle fiction storiche trasmesse annualmente dalla NHK, le cosiddette "Taiga Drama". In tali drama-series, Ogata rivestiva spesso i panni di antichi guerrieri giapponesi. Il suo ruolo da protagonista nel ruolo di Toyotomi Hideyoshi nel serial del 1965 Taikōki lo rese celebre a livello nazionale. Nel 1966 ha interpretato invece Benkei in Minamoto no Yoshitsune. Interpretò il ruolo di Fujiwara no Sumitomo nel 1976 in Kaze to Kumo to Niji to. Nel 1991 interpretò Ashikaga Sadauji, padre di Takauji, in un nuovo Taiga Drama, Taiheiki.
Ogata è morto il 5 ottobre 2008 di cancro al fegato all'età di 71 anni, pochi giorni dopo aver terminato il suo ruolo nella serie tv trasmessa dalla Fuji TV, Kaze no gâden, nella quale interpretava il ruolo di un medico in una clinica per trattamenti per il fine di vita di persone anziane.
I suoi figli, Kanta e Naoto Ogata, sono entrambi attori.

## Filmografia
- Castle of Sand (1974)
- The Demon (1978)
- La vendetta è mia (1979)
- Samurai Reincarnation (1981)
- Edo Porn (1981)
- Yaju-deka (1982)
- La ballata di Narayama (1983)
- Okinawan Boys (1983)
- Mishima - Una vita in quattro capitoli (1985)
- House on Fire (1986)
- Zegen (1987)
- Shogun's Shadow (1989)
- Shintaro Katsu's Zatoichi (1989)
- Rainbow Kids (1991)
- Oroshiyakoku Suimutan, regia di Junya Sato (1992)
- I racconti del cuscino (1996)
- Man Walking on Snow (2001)
- The Hidden Blade (2004)
- The Samurai I Loved (2005)
- Love and Honor (2006)

## Televisione

### NHK Taiga Drama
- Taikōki – Toyotomi Hideyoshi (1965)
- Minamoto no Yoshitsune – Benkei (1966)
- Shin Heike Monogatari – Dr. Abe no Asadori (1972)
- Kaze to Kumo to Niji to – Fujiwara no Sumitomo (1976)
- Ōgon no Hibi – Toyotomi Hideyoshi (1978)
- Tōge no Gunzō – Ōishi Kuranosuke (1982)
- Taiheiki – Ashikaga Sadauji (1991)
- Mōri Motonari – Amago Tsunehisa (1997)
- Fūrin Kazan – Usami Sadamitsu (2007)

### Altro
- Hissatsu Shikakenin – Fujieda Baian (ABC, 1972)
- Hissatsu Hitchuu Shigotoya Kagyō –Hanbei (ABC 1975)
- Hissatsu Karakurinin (ABC 1976)
- Gift – Yujiro Kishiwada (CX, 1997)
- The Scorching Silk Road (Documentary, TBS, 1998)
- Furuhata Ninzaburō – Kengo Kuroiwa (CX, 1999)
- Sailor Suit and Machine Gun – Hajime Sandaiji (TBS, 2006)
- Boushi – Shunpei Takayama (NHK Hiroshima, 2008)

## Premi e riconoscimenti
- Yokohama Film Festival - Miglior Attore protagonista (1980)
- Blue Ribbon Awards - Miglior Attore protagonista (1983)

## Onorificenze
- Medaglia d'onore (2000)
- Ordine del Sol Levante (2008)